# Ruder-Weltmeisterschaften 2017
Die Ruder-Weltmeisterschaften 2017 fanden vom 24. September bis 1. Oktober 2017 nahe Sarasota im US-Bundesstaat Florida auf einer künstlichen Regattastrecke im Nathan Benderson Park statt.
Bei den Meisterschaften wurden 26 Wettbewerbe ausgetragen, davon zwölf für Männer, neun für Frauen und fünf für Pararuderer beider Geschlechter. Teilnahmeberechtigt war jeweils eine Mannschaft je Wettbewerbsklasse aus allen Mitgliedsverbänden des Weltruderverbandes. Eine Qualifikationsregatta existierte nicht, gemeldet wurden rund 900 Ruderer aus 69 verschiedenen Nationen.
Die Regattastrecke im Nathan Benderson Park war erstmals Schauplatz einer wichtigen internationalen Rudermeisterschaft. Sie wurde in einer ehemaligen Sandgrube errichtet. Etwa zwei Wochen vor Beginn der Weltmeisterschaften zog der Hurrikan Irma mit Windstärken der Kategorie 1 bis 2 nach der Saffir-Simpson-Hurrikan-Windskala über die Region, er richtete jedoch keine substanziellen Schäden an der Regattastrecke an. Die Anreise der Teams und insbesondere der Ruderboote verzögerte sich jedoch um einige Tage. Während der Weltmeisterschaften selbst herrschte weitgehend tropisches Wetter mit Temperaturen über 30 °C und hoher Luftfeuchtigkeit.
Die ersten Weltmeisterschaften des neuen olympischen Zyklus waren durch zahlreiche Umbrüche geprägt. Unter den Teilnehmern befinden sich viele Nachwuchsruderer, da Olympiateilnehmer aus dem Vorjahr ihre Karriere beendeten oder eine Pause einlegen. Auch das Programm der ausgetragenen Wettbewerbe hatte durch die Anpassung der olympischen Wettbewerbe Änderungen erfahren. Im nun nicht mehr olympischen Leichtgewichts-Vierer meldeten nur sechs Mannschaften, und auch der leichte Zweier-ohne war mit acht Booten nur mäßig beliebt. Im nun olympischen Frauen-Vierer der offenen Gewichtsklasse meldeten zwölf Mannschaften, doppelt so viele wie vier Jahre zuvor.
Im Bereich des Pararuderns wurden die Bezeichnungen der Wettbewerbe verändert. Die AS-Klassen (Bewegung aus Armen und Schultern) werden nun mit PR1 bezeichnet, die TA-Klassen (Bewegung aus Armen und Oberkörper) mit PR2, und die LTA-Klassen (kompletter Körper einsetzbar) mit PR3. Da die paralympische Streckendistanz für alle Klassen ab 2020 wie bei den Olympischen Spielen 2000 Meter beträgt, werden auch alle Paraklassen bei Weltmeisterschaften beginnend ab 2017 über diese Distanz ausgetragen.

## Ergebnisse
Hier sind die Medaillengewinner aus den A-Finals aufgelistet. Diese waren mit sechs Booten besetzt, die sich über Vor- und Hoffnungsläufe sowie Viertel- und Halbfinals für das Finale qualifizieren mussten. Die Streckenlänge betrug in allen Läufen 2000 Meter.

### Männer
| Bootsklasse                                  | Gold | Gold    | Silber | Silber  | Bronze | Bronze  |
| -------------------------------------------- | --- | ------- | --- | ------- | --- | ------- |
| Einer (M1x)                                  | Tschechien Ondřej Synek | 6:40,64 | Kuba Ángel Fournier | 6:43,49 | Vereinigtes Königreich Thomas Barras | 6:45,14 |
| Leichtgewichts-Einer (LM1x)                  | Irland Paul O’Donovan | 6:48,87 | Neuseeland Matthew Dunham | 6:52,16 | Norwegen Kristoffer Brun | 6:52,35 |
| Doppelzweier (M2x)                           | Neuseeland John Storey Christopher Harris | 6:10,07 | Polen Mirosław Ziętarski Mateusz Biskup | 6:10,66 | Italien Filippo Mondelli Luca Rambaldi | 6:11,33 |
| Leichtgewichts-Doppelzweier (LM2x)           | Frankreich Pierre Houin Jérémie Azou | 6:13,10 | Italien Stefano Oppo Pietro Ruta | 6:15,15 | Volksrepublik China Sun Man Fan Junjie | 6:15,40 |
| Doppelvierer (M4x)                           | Litauen Dovydas Nemeravičius Martynas Džiaugys Rolandas Maščinskas Aurimas Adomavičius                                                                      | 5:43,10 | Vereinigtes Königreich Jack Beaumont Jonathan Walton John Collins Graeme Thomas                                                                                   | 5:45,03 | Estland Kaur Kuslap Allar Raja Tõnu Endrekson Kaspar Taimsoo                                                                                               | 5:45,32 |
| Leichtgewichts-Doppelvierer (LM4x)           | Frankreich François Teroin Damien Piqueras Maxime Demontfaucon Stany Delayre                                                                                | 5:51,85 | Vereinigtes Königreich Edward Fisher Zak Lee-Green Peter Chambers Gavin Horsburgh                                                                                 | 5:52,02 | Griechenland Ninos Nikolaidis Panagiotis Magdanis Spyridon Giannaros Eleftherios Konsolas                                                                  | 5:53,64 |
| Zweier ohne Steuermann (M2-)                 | Italien Matteo Lodo Giuseppe Vicino | 6:16,22 | Kroatien Martin Sinković Valent Sinković | 6:16,56 | Neuseeland Thomas Murray James Hunter | 6:20,85 |
| Leichtgewichts-Zweier ohne Steuermann (LM2-) | Irland Mark O’Donovan Shane O’Driscoll | 6:32,42 | Italien Giuseppe Di Mare Alfonso Scalzone | 6:34,20 | Brasilien Xavier Vela Maggi Willian Giaretton | 6:35,30 |
| Zweier mit Steuermann (M2+)                  | Ungarn Adrián Juhász Béla Simon Andrea Vanda Kolláth (Stm.)                                                                                                 | 6:54,80 | Australien Darcy Wruck Angus Widdicombe James Rook (Stm.) | 6:56,60 | Deutschland Malte Großmann Finn Schröder Jonas Wiesen (Stm.)                                                                                               | 6:58,37 |
| Vierer ohne Steuermann (M4-)                 | Australien Joshua Hicks Spencer Turrin Jack Hargreaves Alexander Hill                                                                                       | 5:55,24 | Italien Marco Di Costanzo Giovanni Abagnale Matteo Castaldo Domenico Montrone                                                                                     | 5:57,19 | Vereinigtes Königreich Matthew Rossiter Mohamed Sbihi Matthew Tarrant William Satch                                                                        | 5:57,99 |
| Leichtgewichts-Vierer ohne Steuermann (LM4-) | Italien Federico Duchich Leone Barbaro Lorenzo Tedesco Piero Sfiligoi                                                                                       | 5:59,60 | Russland Maxim Telizyn Alexander Bogdaschin Alexander Tschaukin Alexei Wikulin                                                                                    | 6:01,91 | Deutschland Patrik Stöcker Sven Kessler Jonathan Koch Julius Peschel                                                                                       | 6:03,37 |
| Achter (M8+)                                 | Deutschland Johannes Weißenfeld Felix Wimberger Max Planer Torben Johannesen Jakob Schneider Malte Jakschik Richard Schmidt Hannes Ocik Martin Sauer (Stm.) | 5:26,85 | Vereinigte Staaten Dariush Aghai Yohann Rigogne Alexander Karwoski Jordan Vanderstoep Thomas Peszek Nicholas Mead Andrew Reed Patrick Eble Julian Venonsky (Stm.) | 5:28,45 | Italien Cesare Gabbia Emanuele Liuzzi Luca Parlato Paolo Perino Bruno Rosetti Mario Paonessa Davide Mumolo Leonardo Pietra Caprina Enrico D’Aniello (Stm.) | 5:28,90 |

### Frauen
| Bootsklasse                        | Gold | Gold    | Silber | Silber  | Bronze | Bronze  |
| ---------------------------------- | --- | ------- | --- | ------- | --- | ------- |
| Einer (W1x)                        | Schweiz Jeannine Gmelin | 7:22,58 | Vereinigtes Königreich Victoria Thornley | 7:24,50 | Österreich Magdalena Lobnig | 7:26,56 |
| Leichtgewichts-Einer (LW1x)        | Südafrika Kirsten McCann | 7:38,78 | Niederlande Marieke Keijser | 7:41,00 | Vereinigte Staaten Mary Jones | 7:42,45 |
| Doppelzweier (W2x)                 | Neuseeland Brooke Donoghue Olivia Loe | 6:45,08 | Vereinigte Staaten Meghan O’Leary Ellen Tomek | 6:46,57 | Australien Olympia Aldersey Madeleine Edmunds                                                                                    | 6:49,76 |
| Leichtgewichts-Doppelzweier (LW2x) | Rumänien Ionela-Livia Lehaci Gianina-Elena Beleagă | 6:55,88 | Neuseeland Zoe McBride Jackie Kiddle | 6:56,09 | Vereinigte Staaten Emily Schmieg Michelle Sechser                                                                                | 6:56,38 |
| Doppelvierer (W4x)                 | Niederlande Olivia van Rooijen Inge Janssen Sophie Souwer Nicole Beukers                                                                                        | 6:16,72 | Polen Agnieszka Kobus Marta Wieliczko Maria Springwald Katarzyna Zillmann                                                                            | 6:17,71 | Vereinigtes Königreich Bethany Bryan Mathilda Hodgkins-Byrne Jess Leyden Holly Nixon                                             | 6:19,93 |
| Leichtgewichts-Doppelvierer (LW4x) | Italien Asja Maregotto Paola Piazzolla Federica Cesarini Giovanna Schettino                                                                                     | 6:33,97 | Australien Amy James Alice Arch Georgia Miansarow Georgia Nesbitt                                                                                    | 6:35,47 | Volksrepublik China Xuan Xulian Shen Ling Pan Dandan Chen Fang                                                                   | 6:36,33 |
| Zweier ohne Steuerfrau (W2-)       | Neuseeland Grace Prendergast Kerri Gowler | 7:00,53 | Vereinigte Staaten Megan Kalmoe Tracy Eisser | 7:04,37 | Dänemark Hedvig Lærke Rasmussen Christina Johansen                                                                               | 7:06,21 |
| Vierer ohne Steuerfrau (W4-)       | Australien Lucy Stephan Katrina Werry Sarah Hawe Molly Goodman                                                                                                  | 6:33,58 | Polen Olga Michalkiewicz Joanna Dittmann Monika Ciaciuch Maria Wierzbowska                                                                           | 6:34,25 | Russland Jelena Orjabinskaja Anastassija Tichanowa Jekaterina Potapowa Alewtina Sawkina                                          | 6:34,67 |
| Achter (W8+)                       | Rumänien Ioana Vrînceanu Viviana-Iuliana Bejinariu Mihaela Petrilă Iuliana Popa Mădălina Bereș Denisa Tîlvescu Adelina Boguș Laura Oprea Daniela Druncea (Stf.) | 6:06,40 | Kanada Lisa Roman Kristin Bauder Nicole Hare Hillary Janssens Christine Roper Susanne Grainger Jennifer Martins Rebecca Zimmerman Kristen Kit (Stf.) | 6:07,09 | Neuseeland Ashlee Rowe Ruby Tew Georgia Perry Kelsey Bevan Kelsi Walters Rebecca Scown Lucy Spoors Emma Dyke Sam Bosworth (Stm.) | 6:07,27 |

### Para-Rudern
| Bootsklasse                                 | Gold                                                                                                  | Gold     | Silber                                                                                             | Silber   | Bronze                                                                                          | Bronze   |
| ------------------------------------------- | --- | -------- | -------------------------------------------------------------------------------------------------- | -------- | ----------------------------------------------------------------------------------------------- | -------- |
| PR1-Einer (PR1 M1x)                         | Australien Erik Horrie                                                                                | 9:39,48  | Ukraine Roman Poljanskyj                                                                           | 9:47,89  | Russland Alexei Tschuwaschew                                                                    | 9:52,25  |
| PR1-Einer (PR1 W1x)                         | Norwegen Birgit Skarstein                                                                             | 11:14,17 | Israel Moran Samuel                                                                                | 11:20,81 | Deutschland Sylvia Pille-Steppart                                                               | 11:55,75 |
| PR2-Doppelzweier (PR2 Mix2x)                | Niederlande Annika van der Meer Corne de Koning                                                       | 8:11,00  | Ukraine Jaroslaw Kojuda Iryna Kyrytschenko                                                         | 8:28,71  | Polen Michał Gadowski Jolanta Majka                                                             | 8:29,77  |
| PR3-Doppelzweier (Mixed) (PR3 Mix2x)        | Brasilien Diana Barcelos de Oliveira Jairo Klug                                                       | 7:28,95  | Frankreich Antoine Jesel Guylaine Marchand                                                         | 7:34,70  | Deutschland Jessica Dietz Valentin Luz                                                          | 7:40,72  |
| PR3-Vierer mit Steuerfrau/-mann (PR3 Mix4+) | Vereinigtes Königreich Grace Clough Giedre Rakauskaite Oliver Stanhope James Fox Anna Corderoy (Stf.) | 6:55,70  | Vereinigte Staaten Jaclyn Smith Michael Varro Zachary Burns Danielle Hansen Jennifer Sichel (Stf.) | 7:18,80  | Italien Lucilla Aglioti Tommaso Schettino Luca Agoletto Paola Protopapa Gaetano Iannuzzi (Stm.) | 7:23,52  |

## Medaillenspiegel
| Platz | Land                   | Gold | Silber | Bronze | Gesamt |
| ----- | ---------------------- | ---- | ------ | ------ | ------ |
| 1     | Italien                | 3    | 3      | 3      | 9      |
| 2     | Neuseeland             | 3    | 2      | 2      | 7      |
| 3     | Australien             | 3    | 2      | 1      | 6      |
| 4     | Frankreich             | 2    | 1      |        | 3      |
| 4     | Niederlande            | 2    | 1      |        | 3      |
| 6     | Irland                 | 2    |        |        | 2      |
| 6     | Rumänien               | 2    |        |        | 2      |
| 8     | Vereinigtes Königreich | 1    | 3      | 3      | 7      |
| 9     | Deutschland            | 1    |        | 4      | 5      |
| 10    | Brasilien              | 1    |        | 1      | 2      |
| 10    | Norwegen               | 1    |        | 1      | 2      |
| 12    | Ungarn                 | 1    |        |        | 1      |
| 12    | Tschechien             | 1    |        |        | 1      |
| 12    | Südafrika              | 1    |        |        | 1      |
| 12    | Litauen                | 1    |        |        | 1      |
| 12    | Schweiz                | 1    |        |        | 1      |
| 17    | Vereinigte Staaten     |      | 4      | 2      | 6      |
| 18    | Polen                  |      | 3      | 1      | 4      |
| 19    | Ukraine                |      | 2      |        | 2      |
| 20    | Russland               |      | 1      | 2      | 3      |
| 21    | Kuba                   |      | 1      |        | 1      |
| 21    | Kroatien               |      | 1      |        | 1      |
| 21    | Israel                 |      | 1      |        | 1      |
| 21    | Kanada                 |      | 1      |        | 1      |
| 25    | Volksrepublik China    |      |        | 2      | 2      |
| 26    | Griechenland           |      |        | 1      | 1      |
| 26    | Österreich             |      |        | 1      | 1      |
| 26    | Estland                |      |        | 1      | 1      |
| 26    | Dänemark               |      |        | 1      | 1      |
| Summe | Summe                  | 26   | 26     | 26     | 78     |